# Batrachyla nibaldoi
Batrachyla nibaldoi es una especie  de anfibios de la familia Batrachylidae.

## Distribución geográfica
Se encuentra en Chile.

## Estado de conservación
Se encuentra amenazada de extinción por la pérdida de su hábitat natural.